# Déjà Vu (álbum de Crosby, Stills, Nash & Young)
Déjà Vu (del francés: Ya visto) es el segundo álbum de estudio del supergrupo estadounidense Crosby, Stills, Nash & Young, publicado por la compañía discográfica Atlantic Records en marzo de 1970. 
El álbum es el primero en el que participó el cantautor canadiense Neil Young, dándole al trío el nombre de Crosby, Stills, Nash & Young, y llegó al primer puesto de la lista estadounidense Billboard 200 y generó tres sencillos, «Woodstock», «Teach Your Children» y «Our House», que lograron llegar al top 40. 
En el 2020 el álbum fue ubicado en el puesto 220 de la lista de los 500 mejores álbumes de todos los tiempos, de la revista Rolling Stone.

## Contexto
Déjà Vu se anticipó en gran medida tras la popularidad del primer trabajo de CSN y dada la incorporación de Young al grupo, que en aquel momento aun era un gran desconocido para el público en general. 

### Grabación
Stephen Stills estimó que la grabación del álbum llevó en torno a 800 horas de tiempo en el estudio, dado que cada canción incluyó una atención meticulosa en los detalles. Salvo «Woodstock», las canciones fueron grabadas en sesiones individuales de cada miembro, con el resto contribuyendo en lo que era necesario agregar. Young no aparece en todas las canciones, y el batería Dallas Taylor y el bajista Greg Reeves están acreditados en la portada con sus nombres en una tipografía más pequeña. Jerry Garcia también tocó el pedal steel guitar en «Teach Your Children», mientras que John Sebastian tocó la armónica en «Déjà Vu».

### Lanzamiento y promoción
El álbum incluyó cuatro sencillos, todos ellos salvo el último, «Carry On», alcanzando el top 40 en la lista estadounidense Billboard 200. La popularidad del álbum contribuyó también al éxito de los cuatro trabajos que publicó cada miembro a la estela de Déjà Vu¡: After the Gold Rush de Young; Stephen Stills, de Stills; If I Could Only Remember My Name, de Crosby; y Songs for Begginers, de Nash. 

### Legado
En 2003, la revista Rolling Stone situó Déja Vu en el puesto 148 de la lista de los 500 mejores álbumes de todos los tiempos. El mismo año, la cadena de televisión VH1 nombró a Déjà Vu el 61.er mejor álbum de todos los tiempos. El álbum también se situó en el puesto 14 de la lista Top 100 Albums elaborada por Rate Your Music.

### Reediciones
En septiembre de 1994, Déjà Vu fue reeditado en disco compacto tras ser remasterizado a partir de las cintas originales en los Ocean View Digital por Joe Gastwirt. En 1997, el guitarrista Fareed Haque versionó el álbum completo para  Blue Note Cover Series.

## Legado
En 2003, la revista Rolling Stone situó a Déjà Vu en la lista de los 500 mejores álbumes de todos los tiempos, reubicándolo en el puesto 147 en el 2012.

## Lista de canciones
| Cara A |                       |                |          |  |
| N.º    | Título                | Escritor(es)   | Duración |  |
| 1.     | «Carry On»            | Stephen Stills | 4:26     |  |
| 2.     | «Teach Your Children» | Graham Nash    | 2:53     |  |
| 3.     | «Almost Cut My Hair»  | David Crosby   | 4:31     |  |
| 4.     | «Helpless»            | Neil Young     | 3:33     |  |
| 5.     | «Woodstock»           | Joni Mitchell  | 3:54     |  |

| Cara B |                                                                                         |                            |          |  |
| N.º    | Título                                                                                  | Escritor(es)               | Duración |  |
| 1.     | «Déjà Vu»                                                                               | David Crosby               | 4:12     |  |
| 2.     | «Our House»                                                                             | Graham Nash                | 2:59     |  |
| 3.     | «4 + 20»                                                                                | Stephen Stills             | 2:04     |  |
| 4.     | «Country Girl (Whiskey Boot Hill/Down Down Down/"Country Girl" (I Think You're Pretty)» | Neil Young                 | 5:11     |  |
| 5.     | «Everybody I Love You»                                                                  | Stephen Stills, Neil Young | 2:21     |  |

## Personal
Músicos
- David Crosby: voz en todos los temas menos "4+20"; guitarra rítmica en "Almost Cut My Hair," "Woodstock," "Déjà Vu," "Country Girl" y "Everybody I Love You"
- Stephen Stills: voz en todos los temas menos "Almost Cut My Hair"; guitarras en todos los temas menos "Our House"; teclados en "Carry On," "Helpless," "Woodstock," y "Déjà Vu"; bajo en "Carry On," "Teach Your Children," y "Déjà Vu"; percusión en "Carry On"
- Graham Nash: voz en todos los temas menos "Almost Cut My Hair" y "4+20"; teclados en "Almost Cut My Hair," "Woodstock," "Our House," y "Everybody I Love You"; guitarra rítmica en "Teach Your Children" y "Country Girl"; percusión en "Carry On" y "Teach Your Children"
- Neil Young: voz en "Helpless" y "Country Girl"; guitarras en "Almost Cut My Hair," "Helpless," "Woodstock," "Country Girl," y "Everybody I Love You"; teclados, armónica en "Country Girl"
- Dallas Taylor: batería y pandereta en "Teach Your Children"
- Greg Reeves: bajo en "Almost Cut My Hair," "Helpless," "Woodstock," "Our House," "Country Girl," y "Everybody I Love You"
- Jerry Garcia: pedal steel guitar en "Teach Your Children"
- John Sebastian: armónica on "Déjà Vu"

Equipo técnico
- Crosby, Stills, Nash & Young: productor musical
- Bill Halverson: ingeniero de sonido
- Gary Burden: dirección artística y diseño
- Henry Diltz, Tom Gundelfinger: fotografía
- Elliot Roberts: dirección
- David Geffen: agencia
- Joe Gastwirt: remasterización digital

## Posición en listas
| País           | Lista                      | Posición |
| -------------- | -------------------------- | -------- |
| Alemania       | Media Control Top-50 Chart | 39       |
| Estados Unidos | Billboard 200              | 1        |
| Noruega        | VG-lista Albums Chart      | 11       |
| Países Bajos   | Mega Album Top 100         | 1        |

## Certificaciones
| Fecha                  | País           | Organismo certificador | Certificación | Ventas certificadas |
| ---------------------- | -------------- | ---------------------- | ------------- | ------------------- |
| 4 de noviembre de 1992 | Estados Unidos | RIAA                   | Platino (x7)  | 7 000 000           |
| 18 de octubre de 2001  | Francia        | SNEP                   | Platino       | 300 000             |
| 5 de enero de 2007     | Alemania       | BVMI                   | Oro           | 250 000             |